# Villaseca de la Sagra
Villaseca de la Sagra – gmina w Hiszpanii, w prowincji Toledo, w Kastylii-La Mancha, o powierzchni 31,76 km². W 2011 roku gmina liczyła 1890 mieszkańców.